# TORUM
TORUM (ТОРУМ) — российский зерноуборочный комбайн роторного типа 7-го класса. Конструкторы заявляют, что производительность составляет до 45 тонн/ч; а в зависимости от ландшафта и типа культуры машина может за сезон обработать свыше 2 тыс. га. Универсальность состоит в том, что техника справляется с уборкой различных зерновых и агрокультур культур (пшеница, рожь, масличные, соя, рис и пр.) без потерь и простоев.  
Разработан и создан группой компаний Ростсельмаш в 2009 году. Содержит возможность оснащения полугусеничной ходовой частью для работы на проблемных и запруженных участках полей. Платформа TORUM 740 является базовой для серии модификаций: TORUM 750, TORUM 760, TORUM 765, TORUM 780, TORUM 785. Производится в Ростове-на-Дону.
TORUM 740 отмечен золотой медалью конкурса инноваций, проходившего в рамках международной специализированной выставки сельхозтехники Агросалон (2010).

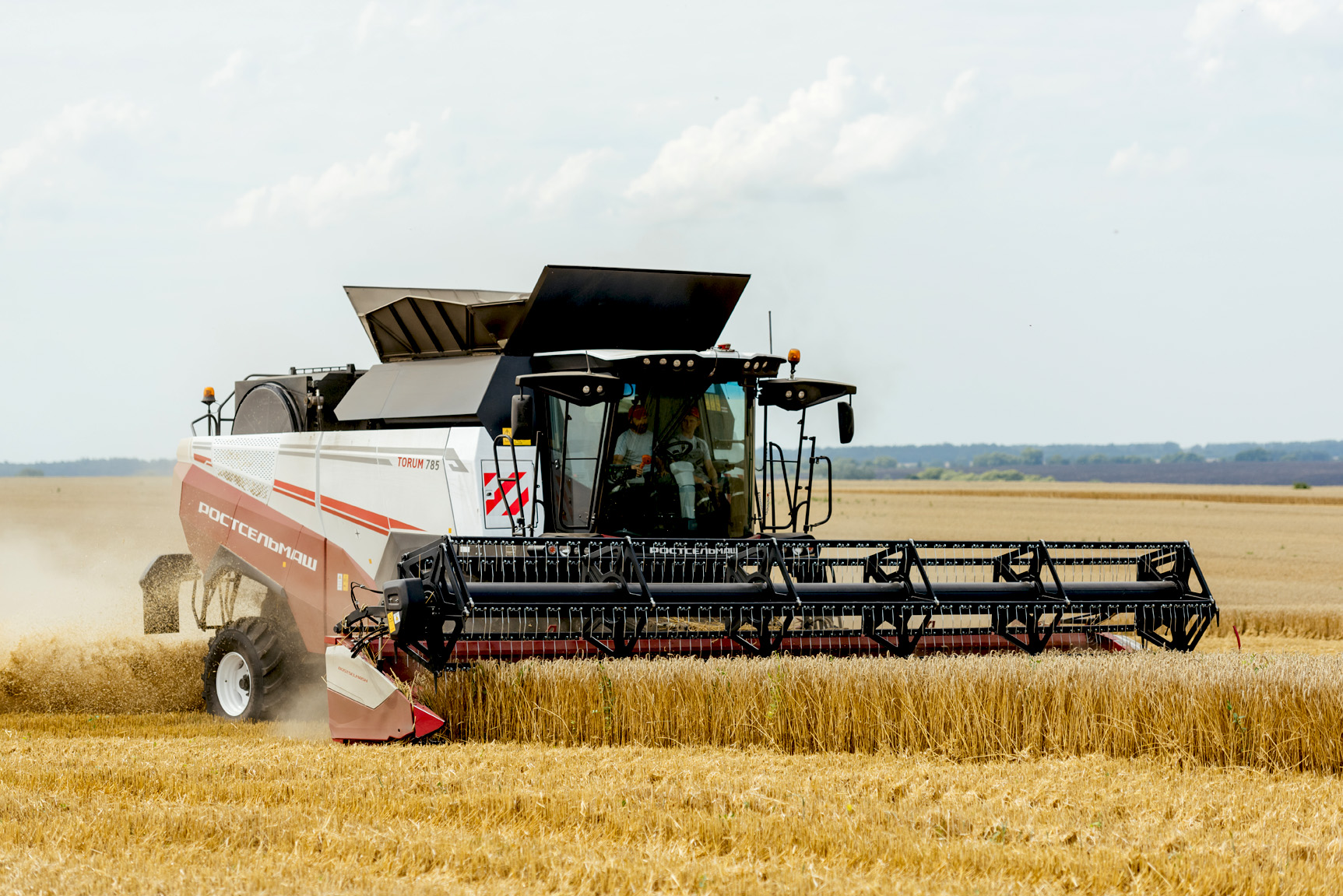
TORUM 785 в Орле установил рекорд "Самый большой намолот - 400,84 тонны за 8-часовую смену" (08.08.2022)

Комбайны серии TORUM с 2015 года экспортируются в Германию.

## Интересные факты
- В 2011 году по инициативе Минпрома РФ были проведены производственные соревнования, в которых приняли участие зерноуборочные комбайны Ростсельмаш TORUM 740 (Россия), John Deere STS-9670 (США), New Holland CSX-7080 (Бельгия,), DEUTZ-FAHR (Германия). По итогам работы российский комбайн был признан лучшим[6].
- В августе 2022 года комбайн TORUM 785 установил отечественный рекорд по производительности, намолотив на 8-часовую смену 400,84 т. пшеницы. Выпускается с 2017 года[7].

## Комбайн TORUM 750

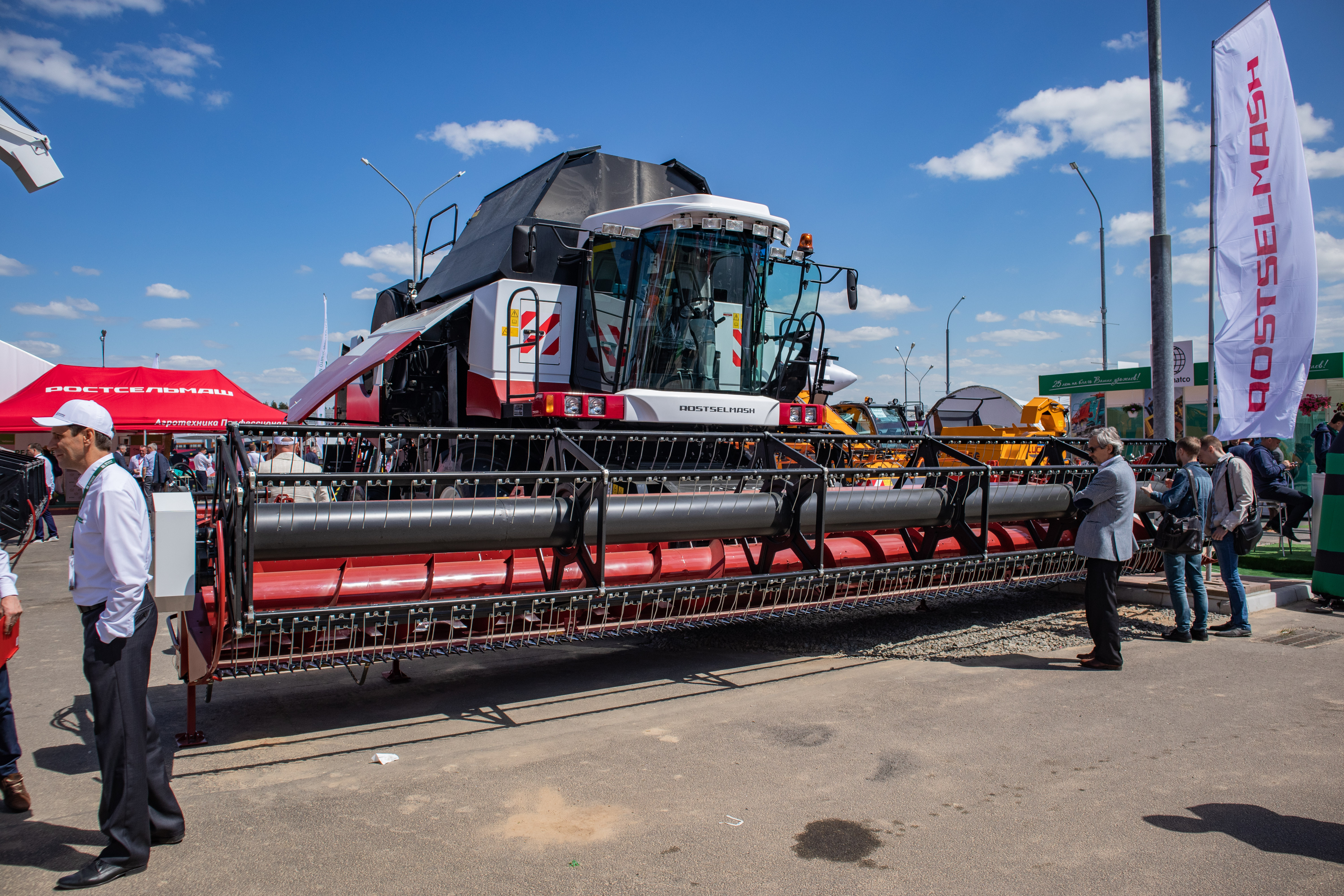
Ростсельмаш Torum 750 на выставке «Белагро-2021»

Основное отличие TORUM 750 от предшественника (TORUM 740) — двигатель Мерседес Mercedes OM 460 LA 425 л.с. вместо ЯМЗ и расширенные возможности по установке дополнительного оборудования.

## Комбайн TORUM 760
Единственное отличие TORUM 760 от TORUM 740 — увеличенный объём бункера для зерна.

## Комбайн TORUM 765
TORUM 765 — один из самых высокопроизводительных комбайнов Ростсельмаша.

## Комбайн TORUM 780
Отличия TORUM 780 от его предшественника (TORUM 760) — в возможностях выгрузки зерна в любые виды транспорта.

## Комбайн TORUM 785
TORUM 785 — один из самых высокопроизводительных в мире роторных зерноуборочных комбайнов.
Система автовождения по валку и кромке поля RSM Explorer комбайна TORUM 785 в 2018 году получила золотую медаль независимого профессионального Конкурса инновационной техники Агросалон.